# Röstigraben
Röstigraben (pronuncia tedesca standard : /røːstiɡraːbən/), anche scritto Röschtigraben in svizzero-tedesco (pronuncia : /røːʃtiɡrabən/, traducibile con "barriera dei rösti" in italiano) è un termine che descrive la differenza di mentalità tra la Svizzera francofona e quella germanofona, e viene usato in particolare in ambito politico. Esiste anche un termine analogo, Polentagraben, che definisce il divario della Svizzera tedesca rispetto al Canton Ticino, che è di lingua italiana.

## Origine del termine
La parola è composta da Rösti, un piatto tipico svizzero a base di patate originario del Canton Berna  (oggi diffuso in tutto il Paese) e da graben ("divario"). Quest'ultimo ha sia un significato astratto che concreto, poiché può anche fare riferimento alla valle del fiume Sarina, che si trova nel Canton Friburgo, e "separa" la Svizzera romanda da quella tedesca.
Il termine nacque durante la Grande Guerra, durante la quale gli svizzeri romandi simpatizzavano per la Francia, mentre quelli tedeschi per l'Impero tedesco.
Negli ultimi anni, tuttavia, questa differenza di mentalità si è attenuata. In occasione delle votazioni, si riscontra un comportamento diverso tra città e campagna, piuttosto che fra regioni linguistiche.